# Exetastes illyricus
Exetastes illyricus är en stekelart som beskrevs av Gabriel Strobl 1904. Exetastes illyricus ingår i släktet Exetastes och familjen brokparasitsteklar. Inga underarter finns listade i Catalogue of Life.